# Трубкозубы
Трубкозубы (лат. Orycteropus) — род млекопитающих, единственный современный в семействе трубкозубовых. Известны с позднего олигоцена Восточной Африки (28—23 млн лет назад). В настоящее время обитают в Африке южнее Сахары, в миоцене помимо Африки были также распространены в Азии и Европе. Ведут ночной образ жизни. Роют глубокие норы. Питаются муравьями, термитами и личинками некоторых насекомых. 

## Классификация
По данным сайта Paleobiology Database, на июль 2018 года в род включают 1 современный и 14 вымерших видов:
- † Orycteropus abundulafus Lehmann et al., 2005
- Orycteropus afer Pallas, 1766 — Трубкозуб
- † Orycteropus africanus MacInnes, 1955
- † Orycteropus browni Colbert, 1933
- † Orycteropus chemeldoi Pickford, 1975
- † Orycteropus crassidens MacInnes, 1955
- † Orycteropus depereti Helbing, 1933
- † Orycteropus djourabensis Lehmann et al., 2004
- † Orycteropus erikssoni Lonnberg, 1906
- † Orycteropus gaudryi Major, 1888
- † Orycteropus leptodon Hirst, 1906
- † Orycteropus mauritanicus Arambourg, 1954
- † Orycteropus minutus Pickford, 1975
- † Orycteropus pilgrimi Colbert, 1933
- † Orycteropus pottieri Ozansoy, 1965